# Cortomobile
Cortomobile è un'Alfa Romeo 2000 del 1974 adibita a sala cinematografica mobile.
La macchina d'epoca, stanziata a Firenze ma in grado di effettuare spostamenti, proietta al suo interno cortometraggi, video e animazioni.

## Descrizione
La Cortomobile può ospitare soltanto due spettatori per volta che, prima di entrare, sono invitati a scegliere i cortometraggi in visione dal "cortomenù", la lista dei video in visione.  Il proiettore è posizionato sul cofano posteriore. Conosciuta anche come il "cinema più piccolo del mondo", Cortomobile nasce dall'idea di una distribuzione cinematografica alternativa alle grandi case di distribuzione in cui il cortometraggio non trova posto. Se i cinema storici chiudono uno dopo l'altro per far posto ai multisala, Cortomobile dà il suo contributo per ricordare il piacere del "vecchio" cinema.
Lo stile della Cortomobile rievoca il genere poliziottesco degli anni settanta, per i caratteri della scritta "Cortomobile" sulle fiancate simili a quelli della polizia e per la sirena lampeggiante posizionata sopra il tettuccio dell'auto. Dentro la Cortomobile è vietato fumare e tenere acceso il telefonino.

## Storia
La prima proiezione pubblica all'interno della Cortomobile si è svolta a Bacchereto, in provincia di Prato, nel luglio 2006. Da allora ha preso parte a numerosi festival cinematografici e rassegne in varie località in tutta Italia che hanno visto aprirsi le portiere dell'auto d'epoca e invitare gli spettatori, due per volta, ad accomodarsi sui sedili del cinema mobile e assistere alla proiezione cinematografica. Tra le partecipazioni ai festival di cinema e arte: Festival della Creatività 2006, Videominuto 2008, Pelago On the road 2008.
Il progetto Cortomobile vince il Premio speciale Cinema edizione 2008, il Premio Giulia Ammannati al X Festival Nazionale del Cinema Teatro Televisione di Lucca. Nel 2009 è protagonista, insieme a un mezzo di trasporto simile, il "Cinekamper", del Primo Festival del Cinema in Macchina a Certaldo (Firenze). Prima di diventare Cortomobile, l'Alfa 2000 del '74 era stata protagonista di un cortometraggio di 16 minuti: "Firenze: dall'immobilismo all'immobiliarismo".

## Il Cinekamper
Il Cinekamper è un progetto simile alla Cortomobile, un cinema mobile a sette posti, ricavato all'interno di un Camper Ford Transit del 1981 di colore arancione con il proiettore posizionato nel bagno. Ha fatto la sua prima apparizione inaugurale a Certaldo a marzo 2009, al Primo Festival del Cinema in Macchina, e dedicato a Veronica Locatelli, regista fiorentina morta nel 2008 cadendo dal Forte Belvedere; in quell'occasione è stata proiettata una retrospettiva sul regista milanese Adriano Valerio, la "Quadrilogia del moto verticale" di Antonio Meucci e il video degli Afterhours I milanesi ammazzano il sabato di Graziano Staino.

## Apparizioni

### 2009
- Cortomobile On Tour 2009: Fossano Mirabilia[7], Arcore Street Festival, Sankt Pölten Höfefest.
- Marzo: Primo Festival del Cinema in Macchina (Certaldo).

### 2008
- Novembre: Festa d'Autunno Rignano sull'Arno.
- Ottobre: 4ª Giornata del Contemporaneo AMACI.[8]
- Agosto: Rassegna estiva a Firenze Anconella, proiezione del film Ormai è fatta! di Enzo Monteleone.[9]
- Tour Toscano 2008: Firenze, Pelago, Marina di Pietrasanta, Sieci, Piombino, Viareggio, Corciano, Follonica[10], Centro per l'arte contemporanea Luigi Pecci Prato: Videominuto.

Controradio (Firenze) segue in diretta alcune tappe del Tour.

### 2007
- Novembre: Torino Film Festival.[11]
- Tour Toscano 2007: Firenze, Pelago On the Road, Tavarnelle Val di Pesa, Greve in Chianti.
- Maggio: Facoltà di Architettura di Firenze.

### 2006
- Dicembre: Firenze DeaPress.
- Novembre: Festival della Creatività di Firenze.
- Novembre: Centro Popolare Autogestito (CPA) a Firenze.
- Ottobre: CINEMA. Festa Internazionale di Roma 2006.
- Settembre: Festa di Liberazione Scandicci (Firenze).
- Settembre: 63a Mostra Internazionale d'Arte Cinematografica di Venezia.
- Luglio: Bacchereto (Prato), Prima data.